# Adrien Mattenet
Adrien Mattenet (ur. 15 października 1987 w Eaubonne) — francuski tenisista stołowy, brązowy medalista mistrzostw Europy z Ostrawy (2010), zawodnik AS Pontoise-Cergy